# Crispín Ojeda Márquez
Crispin Ojeda Márquez (Tecomán, estado de Colima, México, 19 de março de 1952) é um clérigo católico romano mexicano e bispo de Tehuantepec.

## Biografia
Em 27 de dezembro de 1979, Crispin Ojeda Márquez recebeu o Sacramento da Ordem para a Diocese de Colima das mãos do Bispo Rogelio Sánchez González. Obteve a licenciatura em filosofia pela Pontifícia Universidade Gregoriana de Roma.
Depois da ordenação sacerdotal desempenhou os seguintes ministérios: Professor no Seminário Diocesano, Delegado Episcopal para os Institutos de Vida Consagrada, Reitor do Seminário Maior de Colima. Na época de sua eleição, era pároco do Imaculado Coração de Maria de Colima e Coordenador da Área Pastoral Central.
Em 4 de junho de 2011, o Papa Bento XVI o nomeou Bispo Titular de Dumium e Bispo Auxiliar da Cidade do México. O Arcebispo da Cidade do México, Cardeal Norberto Rivera Carrera, o consagrou em 28 de julho do mesmo ano, na Basílica de Nossa Senhora de Guadalupe; os co-consagrantes foram o Núncio Apostólico no México, Dom Christophe Pierre, e o Bispo de Colima, Dom José Luis Amezcua Melgoza.

Era Vigário do VI Vicariato, no sudeste do México, quando, em 27 de julho de 2018, o Papa Francisco o nomeou Bispo de Tehuantepec.